# Samawah
Samawah este un oraș din Irak, capitala provinciei Al-Muthanna.

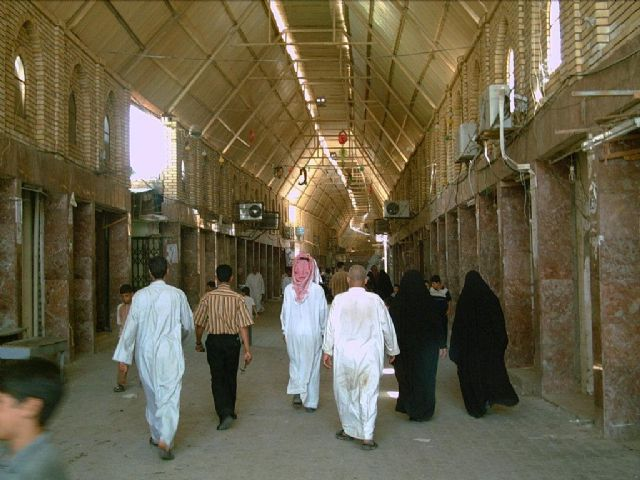
Suq Al Masgoof